# Eric Foreman
Doktor Eric Foreman je fiktivni lik iz Fox-ove medicinske serije Dr. House kojeg tumači Omar Epps.

## Životopis
Neurolog, Foreman je član tima specijalista pod vodstvom dr. Housea u Odjelu za dijagnostičku medicinu u bolnici Princeton-Plainsboro. House ga je zaposlio tri dana prije pilot epizode.
Foreman se smatra najpametnijim i najkvalificiranijim članom tima, školovavši se na Sveučilištu Columbia, a zatim i na Medicinskoj školi Johns Hopkins. Njegov je akademski uspjeh bio impresivan, s izvrsnim uspjehom na fakultetu, što je poslije potvrdio dr. Wilson u epizodi "Histories".
Malo se zna o Foremanovoj prošlosti, iako se zna da njegova obitelj nije bila bogata i da trenutno žive s penzijom (Histories). Foreman je također bivši maloljetni delikvent koji je provaljivao u kuće i krao auta. House tvrdi da je to najvažniji razlog zbog čega ga je zaposlio, jer zbog njegove delikventne prošlosti može prepoznati slične pacijente. Njegov otac, Rodney (koji se pojavljuje u epizodama "Euphoria, Part 2" i u "House Training") je veoma religiozan, dok mu majka ne može putovati zbog Alzheimerove bolesti (zbog koje u svom jedinom pojavljuvanju u seriji čak i ne prepoznaje vlastitog sina); Foreman ima i brata, Marcusa, koji je u zatvoru zbog droge. Iako njegov odnos s roditeljima ima mana, oni su prikazani kao brižni, iako emotivno udaljeni.

## Povijest lika
U prvom dijelu epizode "Euphoria" Foreman je dobio nepoznatu bolest. Drugi pacijent, s istom bolešću, umire izrazito bolnom smrću Foremanovim očima. Pri kraju epizode, dr. Cameron, djelujući kao Foremanov punomoćnik, izvodi biopsiju bijele moždane tvari i dijagnosticira primarni amebni meningoencefalitis, kojeg uzrokuje Naegleria fowleri, parazit koji živi u vodi i koji, nakon što se udahne, napadne mozak. Nakon liječenja, Foreman je pobijedio meningoencefalitis, ali nešto je pošlo po zlu s biopsijom. Iako mu mozak miješa lijevu i desnu stranu, on se oporavlja. Nakon povratka s oporavka, njegovo je pamćenje smanjeno, i trudi se zapamtiti ključne medicinske pojmove (epizoda "Forever") i ne zna kako napraviti kavu. U sljedeće dvije epizode, doduše, on je opet onaj stari i opet jednak sa svojim kolegama u donošenju medicinskih teorija.
Kada Micheal Tritter ponudi Foremanu priliku da njegov brat dobije prijevremeno oslobađanje na slobodu, Foreman to dobije. Tritter smatra da je to licemjerje, s obzirom na Foremanovu vlastitu kriminalnu povijest i kaže da dok Foreman pokušava biti suosjećajan prema Houseu, zapravo je hladan i metodičan kao i on. Ovo se još više potvrdi kada Foreman omogući svojoj curi da ode na tečaj sestrinstva, kako bi prekinuo vezu, a ona kaže da ni on ni House ne mogu podnijeti da su im ljudi blizu. Na kraju je i dao dvotjedni rok pred ostavku, jer se bojao da će postati bezosjećajan prema boljitku pacijenta - ili kako i sam kaže u finalu treće sezone, ne želi se pretvoriti u Housea. House je ljutito odgovorio da on je poput njega, pa čak još gori, s obzirom na to da je brinuo kako izgleda u očima pacijenta i s obzirom na to da je odugovlačio odlazak dok House nije priznao da želi da ostane. Nakon ovog, Foreman je otišao bez riječi. 
U epizodi "The Right Stuff" Cuddy otkriva da je Foreman uzeo posao u New York Mercyju i da vodi vlastiti dijagnostički odjel. U epizodi "97 Seconds", vidimo da, bez obzira na to što se želi promijeniti ne može bez hausovskih tehnika, poput korištenja ploče za brainstorming, ali još bitnije, ne slušajući bolničkog administratora, jer je vjerovao da je njena ideja kriva i da će njegova spasiti pacijenta. Jedina je razlika što je House, poznat kao briljatni doktor, zaslužio povjerenje koje Foreman još nije. Unatoč tome što je Foreman bio u pravu, njegova šefica kaže da bez obzira na to što je spasio život pacijentu, za to nije imao dokaza; i ako ne može vjerovati Foremanu da će je slušati, on nema što raditi u bolnici. Nakon toga ga otpušta.
Cuddy tada ponudi Foremanu njegov stari posao u Princeton-Plainsborou, tvrdeći da joj treba netko tko će kontrolirati Housea. U početku odbije, ali nakon što su mu svi intervjui za posao propali, prihvaća. Shvati da je otkaz u New York Mercyju dovela medicinsku zajednicu do zaključka kako je od njega House stvorio liječnika koji ne poštuje autoritet ni proceduru. 
Ponovno se vraća u Houseov odjel kako bi djelovao kao Cuddyijine oči i uši u Houseovom novom timu. Iako House pokušava ocrniti i izvrijeđati Foremana kako bi se osjećao jadnim i otišao, Foreman shvaća da je neortodoksan i dinamični Houseov tim baš tamo gdje on želi biti, i njih dvoje opet počnu normalno komunicirati. Iako se sukobljavaju češće nego prije, House i dalje poštuje Foremanovo znanje i vještine, pa je tako u epizodi "Whatever It Takes" očitao bukvicu svom timu jer nisu slušati Foremana. U "Let Them Eat Cake" Foreman vodi testiranje lijekova za Huntingtonovu bolest, i zatraži od 13 da sudjeluje.
U epizodi "Joy to the World", pete sezone Foreman i 13 se strastveno ljube, ali u sljedećoj epizodi, ona kaže da bi željela zadržati distancu. Ipak, kasnije započnu romantičnu vezu. U 6. sezoni preuzima vodstvo nad timom dok je House na liječenju, što uzrokuje raskid veze s 13, kojoj daje otkaz. Ubrzo Foreman gubi poziciju voditelja, pošto je Houseu odobrena dozvola, no vezu s 13 još uvijek ne obnavlja. U 8. epizodi 6. sezone, 13 se vraća natrag na poseo, te se veza između nje i Foremana ponovo obnavlja.

## Osobnost
Unatoč tome što je u mladosti kršio zakon, Foreman se u početku čini najprilagođeniji od svih u timu. Pokazuje sposobnosti vođenja, i privremeno je imenovan kao Houseov šef u drugoj sezoni ("Deception", "Failure to Communicate" i "Need to Know"), kada ga House zove "Blackpoleon Blackaparte" (aludirajući na njegovu boju kože). Isto tako, House i on dijele neke zajedničke karakteristike ("Poison") i to karakterne i vanjske. Upitno je je li ovo istinito, iako u epizodi "House Training" priznaje da ima problema sa svojim egom.
Kao i House, Foreman je veoma iskren čak i kada bi to povrijedilo osjećaje drugih. U epizodi "Sleeping Dogs Lie", Foreman govori Cameronici da njih dvoje nikad neće biti prijatelji, samo kolege, nakon što ona njega napadne jer je objavio članak o prethodnom slučaju i natjerao Housea da ga potpiše znajući da ona piše isti. Ipak, kasnije, suočen sa smrtonosnom bolešću, Foreman se ispriča, a Cameron, odbija prihvatiti ispriku, ali je i ona kasnije prihvaća prije nego što ga stave u komu. Slično, u epizodi "Resignation" on kaže Chaseu da ga nikad nije volio i nikad neće. Unatoč tome, u kasnijim epizodama poput "Wilson's Heart" i "Emancipation" on Cameronici i Chaseu nudi savjete i podršku.
Epizoda "House Training" treće sezone otkriva mnogo o Foremanovu karakteru. Nakon što pacijenticu izloži zračenju i nakon toga shvati da ona ima stafilokoknu infekciju (radijacija je uništila pacijentičin imunosni sustav, osuđujući je na bolnu smrt), krivi sebe da ju je ubio. Kroz epizodu Foreman pokazuje svoju emotivnu stranu i u jednom se trenutku slomi i kaže da nije ništa bolji od mjesta odakle je došao, jer se njegov ego upliće. U sljedećoj epizodi, prvi put vidimo Foremana kako se moli u kapelici, iako je prije toga jasno rekao da nije religiozan.
Foreman se uspijeva psihički oporaviti od traume i poljuljanog samouvjerenja zbog pogreške koju je počinio, kada poduzima očajničke mjere u epizodi "Family". Dječak će umrijeti osim ako ne dobije brzu transplataciju koštane srži, on je uzima u njegovog mlađeg brata, bez da ga anestezira. Svezao ga je za krevet i na silu mu uzeo koštanu srž, ignorirajući dijete koje je urlikalo od bolova. Pacijent je preživio, i iako je Foreman bio svjestan toga, bio je užasnut s tim što je sposoban učiniti. Podnio je ostavku isti dan. 
Foreman prihvaća posao u Mercy Hospital u New Yorku, i vodi diferencijalnu dijagnozu hladne glave i s profesionalnim stavom, potpuno suprotno od Housea. Ipak, kada se pojavi pacijent sa simptomima sličnima onima koje je imao pacijent kojeg je ubio, Foreman se suprotstavi pravilima (poput Housea) kako bi spasio život pacijentu, što i napravi. Unatoč tome što joj je spasio život, vodstvo bolnice otpusti Foremana jer je prekršio pravilo. Tada ga ponovno zaposli dr. Lisa Cuddy kako bio njene oči i uši u Houseovom timu, na stalno radno vrijeme. Njegova se osobnost značajno mijenja, i postaje sarkastičan i ironičan, ipak uz određenu obzirnost. Njegov humor postaje sličan Houseovom, a sam kaže da uživa što je opet u Princeton-Plainborou i što opet radi s Houseom.
Značajno, kao i kad je nadgledao Housea za vrijeme druge sezone, Foreman je pokupio Houseovu naviku nenošenja kute. Ipak, i dalje je odjeven pristojnije nego House, s urednim odijelima i kravatama.
U svom romantičnom životu, Foreman ima problema s bliskošću. Njegova veza s medicinskom sestrom Wendy, između epizoda treće sezone "Fools for Love" i "Insensitive" završava kada on njoj ne dopusti da se emotivno vežu. U petoj sezoni, započinje vezu s 13, kada i kaže da je emotivne probleme sam rješavao, ali da ne želi nju potpuno isključiti. U sljedećoj epizodi, "Saviors", član tima, Chris Taub, zaključi da joj se Foreman ne otvara.
Foreman je fan jazz glazbe, što se prvi put vidi u epizodi "Who's Your Daddy?", kada Foreman spomene Milesa Davisa, i kasnije u epizodi "Insensitive" kada želi posjetiti jazz festival.

## Odnos s Houseom
U prve dvije sezone Houseov odnos prema Foremanu vjerojatno je najmanje kompliciran, u usporedbi s onim prema Cameron ili Chaseom. Iako se smatra da Foreman ne voli svog šefa ("DNR"), stalno izaziva Houseove dijagnoze, i naziva ga anarhistom ("Deception") i manipulativnim gadom ("Euphoria, Part 2"), iskreno poštuje njegovu stručnost i House cijeni njegov profesionalizam. Iako House često vrijeđa Foremana s rasističkim šalama, on ih ne shvaća osobno. Čini se da House napada njegovu rasu jer mu je tako najlakše, kao što vrijeđa Chaseovu nacionalnost i Cameron zato što je žensko. House često koristi Foremanovu rasu kako bi zbijao šale, a u drugim epizodama ("Humpty Dumpty") se vidi da House ne gaji rasne predrasude. U epizodi "Family" Foreman shvaća da se počeo ponašati poput Housea i da bi radije napustio posao nego postao House. U finalu treće sezone, House pokušava na sve načine zadržati Foremana, ali ne uspijeva.
Iako je House izjavio u pilot epizodi da je zaposlio Foremana jer je bivši kradljivac automobila, House često kaže da je Foreman odličan doktor. Najbolji je primjer u epizodi "Autopsy" druge sezone. House i kirurški tim pokušavaju pronaći točnu lokaciju ugruška kako bi ga mogli maknuti. Foreman se kune da ga je vidio, a ni House ni kirurzi nisu. House zaklima i kaže "To je dovoljno za mene". Isto tako, u finalu treće sezone, pokušavajući ga nagovoriti da ostane, House mu govori da je nezamijenjiv i da ga treba, što je neobičan odnos Housea prema ikome osim prema Wilsonu.
Od Foremanovog povratka u Princeton-Plainsboro, vidi se da House i dalje poštuje Foremana. Foremana smatra jednakim u razumijevanju dijagnostike, što je suprotnost prethodnim epizodama. U "Whatever It Takes", House je očitao bukvicu svojim podređenima jer nisu slušali Foremana dok je House bio odsutan. Kasnije, u "No More Mr. Nice Guy", Foreman vjeruje da ne dobiva poštovanje koje zaslužuje od Kutnera, Tauba i 13 i da je to zato što ga House stalno ponižava. U budućim epizodama, Foreman se smatra vođom kada House nije prisutan.

## Vanjske poveznice
- Eric Foreman na House Wiki
- Eric Foreman u internetskoj bazi filmova IMDb-u (engl.)
- Eric Foreman na TVIV